# Passo del Biscia
Il passo del Biscia è un valico dell'Appennino ligure posto a 890 m s.l.m.  Mette in comunicazione Ne, in provincia di Genova, con Varese Ligure, in provincia della Spezia.

## Descrizione

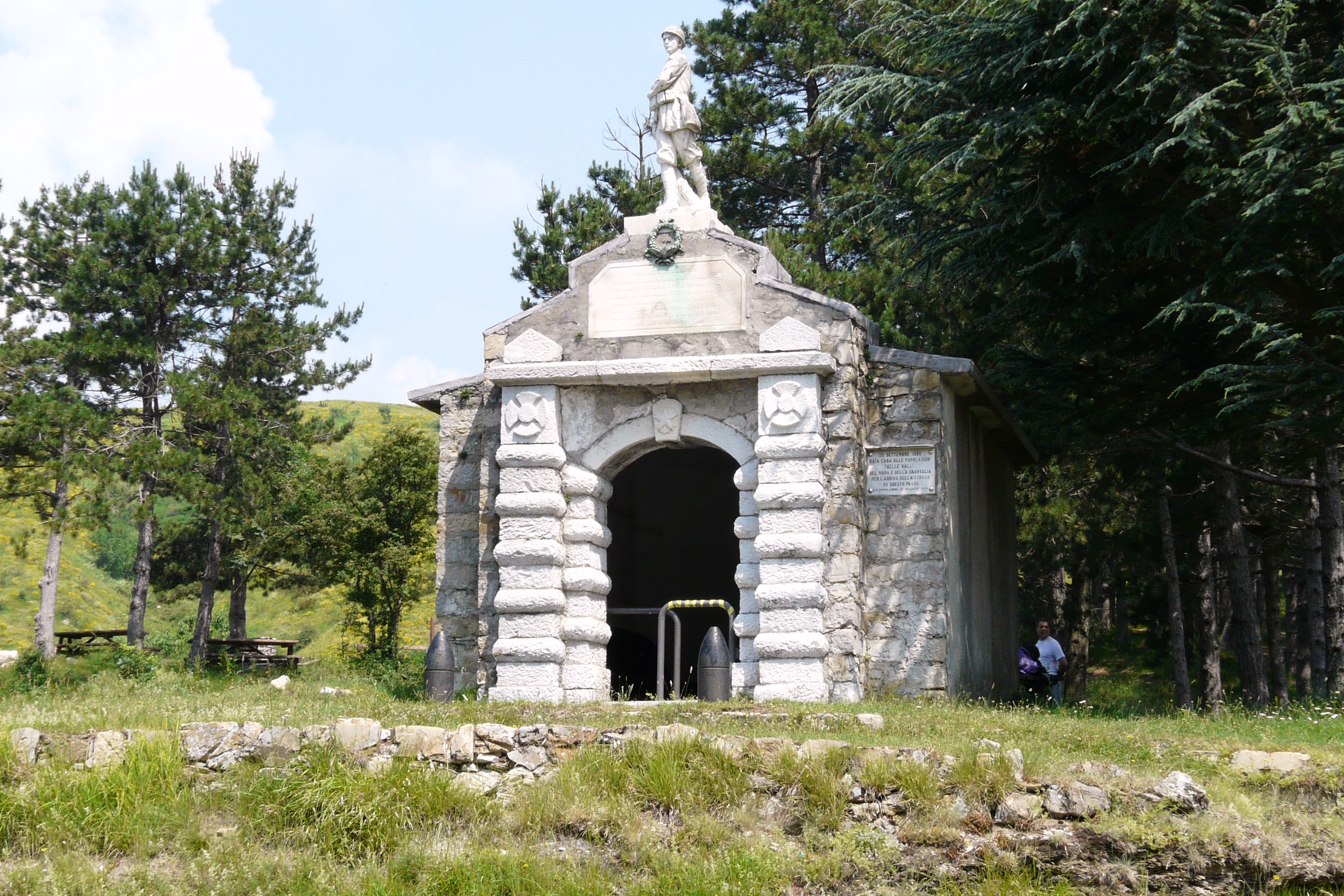
Cappella commemorativa della Guerra 1915-18
presso il passo del Biscia.

Al passo si accede percorrendo la SP 26 (GE) della val Graveglia, che parte da Graveglia di Carasco e attraversa l'intera val Graveglia, e la SP 57 (SP) da Comuneglia, frazione di Varese Ligure. Nei pressi del passo si trovano anche due strade secondarie, dirette a Statale, località del comune di Ne, ed a Valletti, frazione di Varese Ligure. Idrograficamente collega la Val di Vara con la Val Graveglia. 
Il passo si trova nei piani di Oneto, un piccolo altopiano tra il monte Chiappozzo a nord ed il monte Porcile a sud-est. Il passo è attraversato anche da un itinerario di raccordo dell'alta via dei Monti Liguri.

## Storia
La Val Graveglia fu coinvolta dagli eventi della Resistenza e sul valico si trova un monumento al partigiano, collocato il 4 giugno 2011 in memoria dei combattenti antifascisti e dei contadini della zona.